# Álex Paredes
Alex Paredes (Guayaquil, Ecuador, 27 de febrero de 1987 - Milagro, Ecuador, 17 de abril de 2023) fue un chico reality ecuatoriano.

## Carrera de futbolista
Alex inició su carrera como futbolista en las divisiones inferiores de Barcelona Sporting Club, en el 2006 pasa a Academia Alfaro Moreno y ese mismo año debuta como profesional en el Delfín Sporting Club de Manta, después pasaría a clubes como Liceo Cristiano, Calvi Fútbol Club, Club Sport Patria y en el 2011 en el Ferroviarios club donde ganó el campeonato de ascenso, en el 2012 pasa al Delfín Sporting Club equipo en el que debutó como profesional, este sería su último club.

## Clubes
| Club                 | País    | Año             |
| -------------------- | ------- | --------------- |
| Barcelona S.C.       | Ecuador | 2006            |
| Toreros F.C.         | Ecuador | 2006            |
| Delfín S.C.          | Ecuador | 2006 - 2007     |
| Club Liceo Cristiano | Ecuador | 2008            |
| C.S. Patria          | Ecuador | 2009 - 2010     |
| Calvi F.C.           | Ecuador | 2010 - 2011     |
| Ferroviarios         | Ecuador | 2011            |
| Delfín SC            | Ecuador | 2012 - 2015     |
| Guayaquil Sport      | Ecuador | 2016 - Presente |

## Palmarés

### Campeonatos nacionales
| Título            | Club         | País    | Año  |
| ----------------- | ------------ | ------- | ---- |
| Segunda Categoría | Ferroviarios | Ecuador | 2011 |

## Fallecimiento
Álex Paredes, conocido como ‘León’, tras su paso por el extinto reality ‘Calle 7’ fue asesinado, este 17 de abril de 2023, en un gimnasio ALPALI de su primera propiedad en Milagro. Anteriormente en 2022, Paredes sufrió un intento de robo,  pero el ex chico reality huyó de los delincuentes. Sin embargo, allegados al joven – indicaron que el ex chico reality habría recibido amenazas.